# 坦贊鐵路

坦桑尼亞的鐵路網（互動版本 ）
紅色：1000毫米軌距
橙色：1067毫米軌距（坦贊鐵路）

坦赞铁路（英語：TAZARA Railway），又称「自由鐵路」（Uhuru Railway），是连结坦桑尼亚原首都和港口城市达累斯萨拉姆与赞比亚中部城市卡皮里姆波希的一条铁路，建于1970至1975年。铁路由中華人民共和國政府援建，以帮助盛產銅矿而又地处内陆的赞比亚的出口线路不必经过罗得西亚（今津巴布韦）、莫桑比克和南非、安哥拉。坦赞铁路也是中华人民共和国迄今为止最大的援外成套项目之一。

## 历史

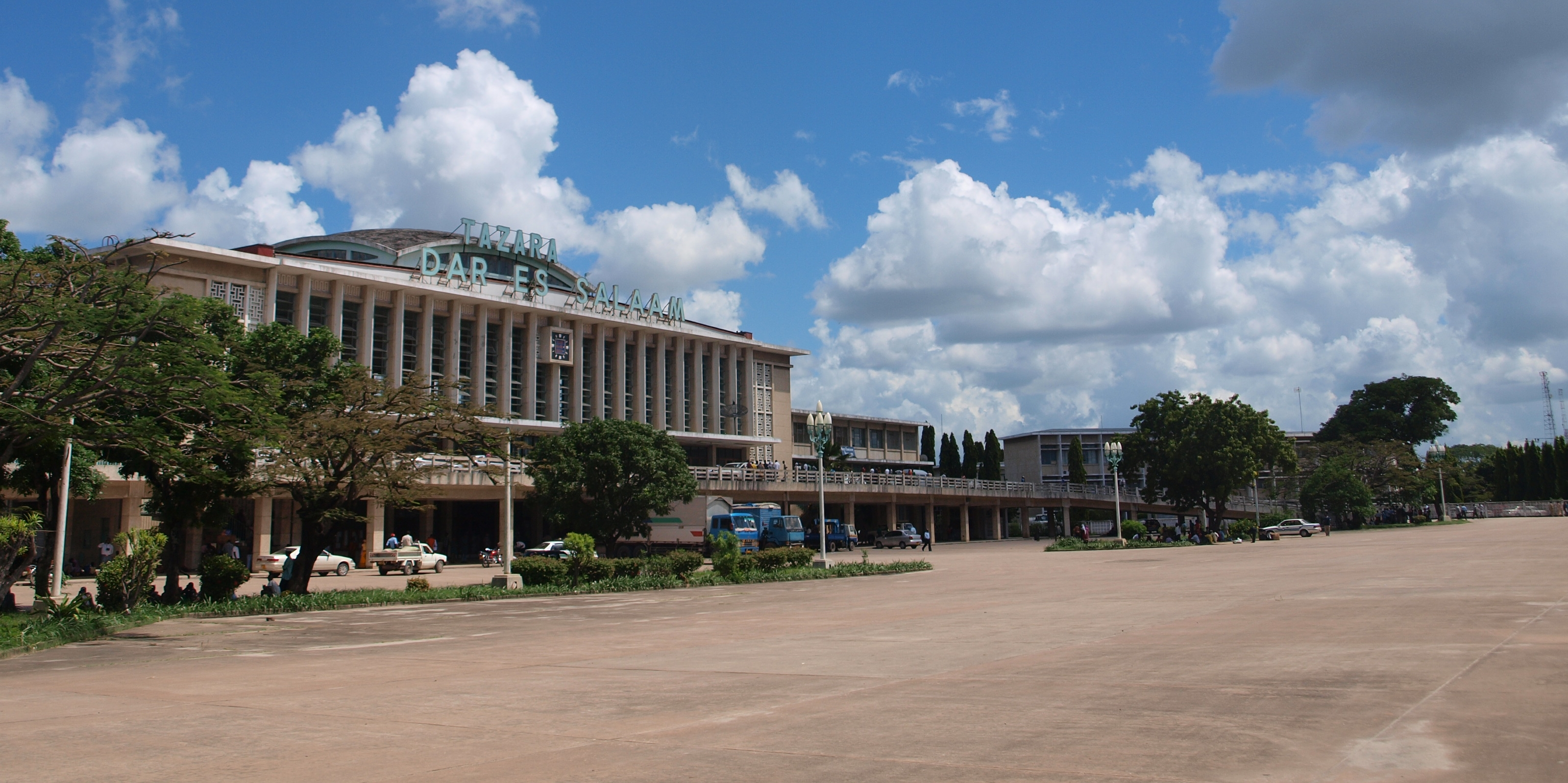
达累斯萨拉姆站外的广场

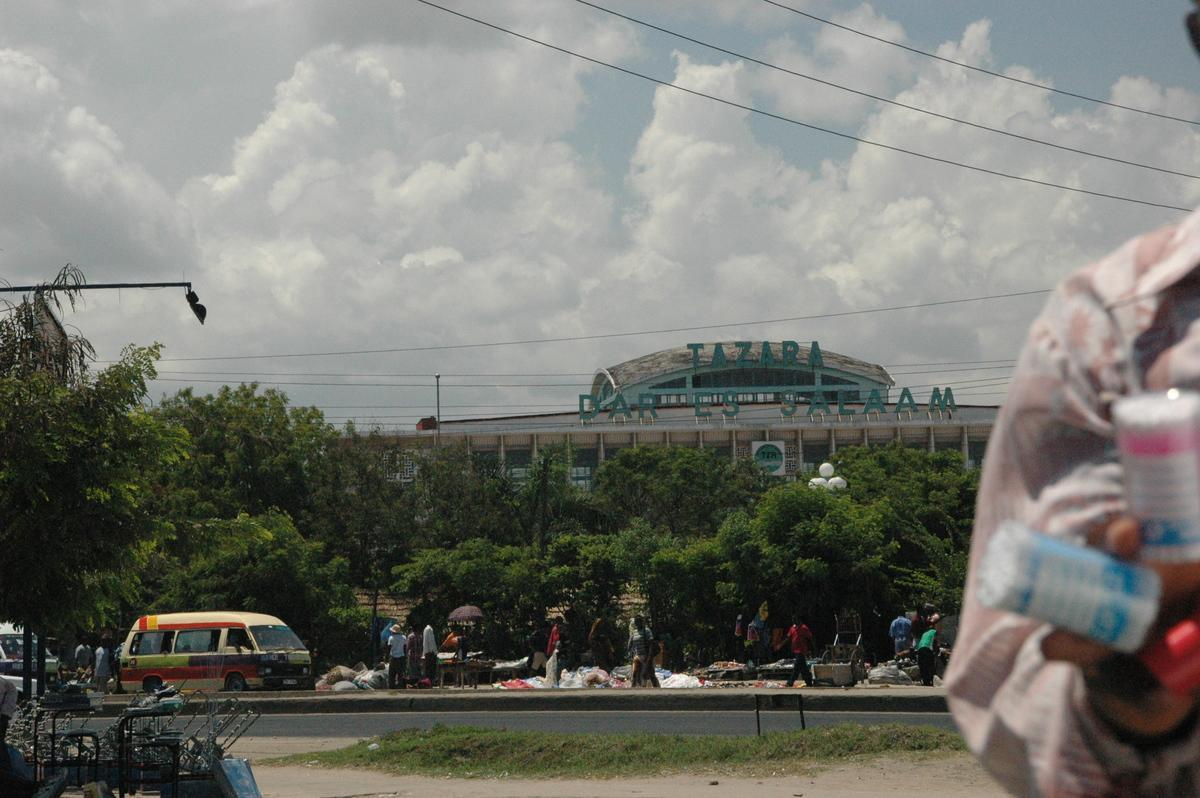
达累斯萨拉姆站

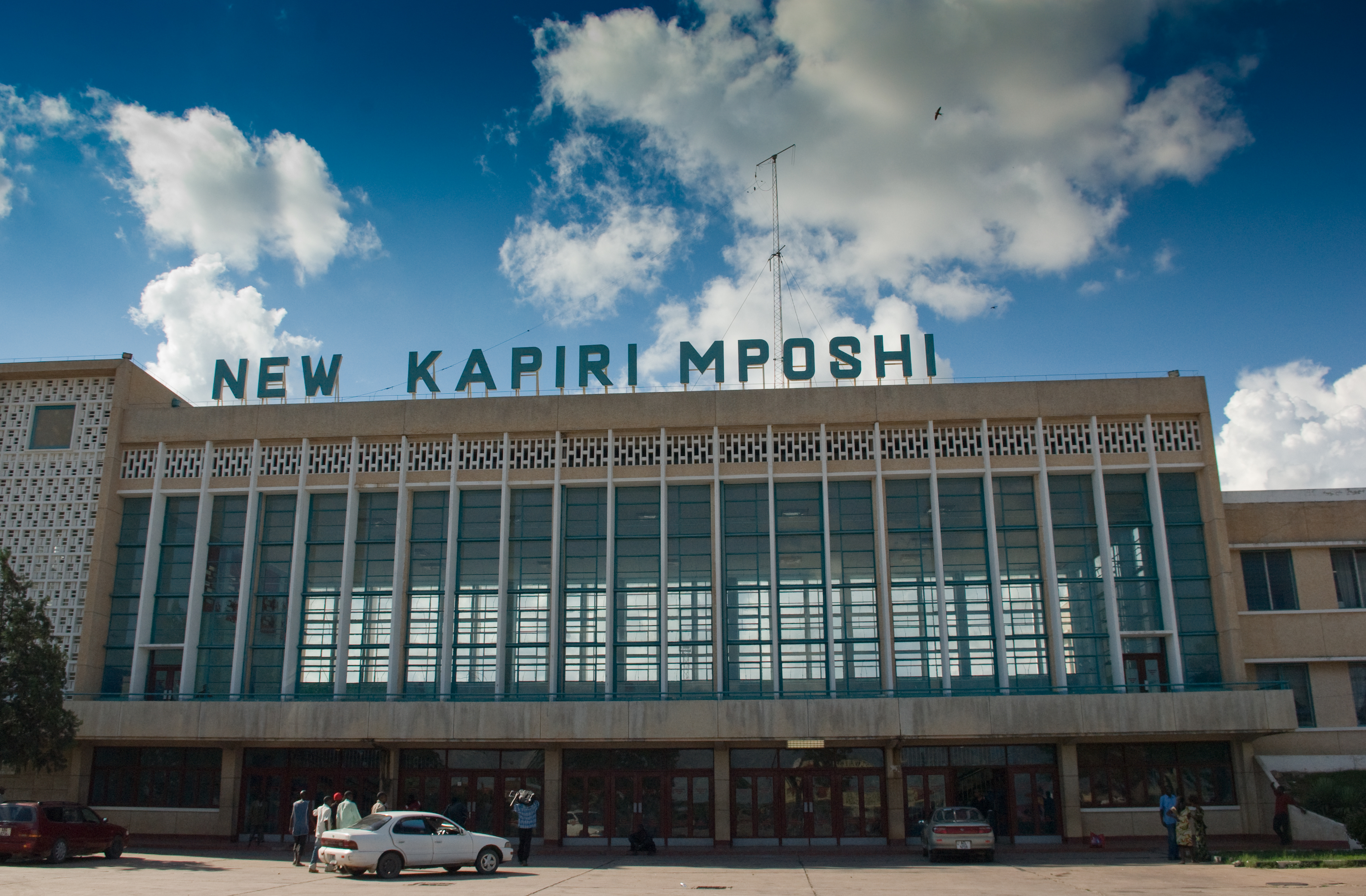
2009年的新卡皮里姆波希站

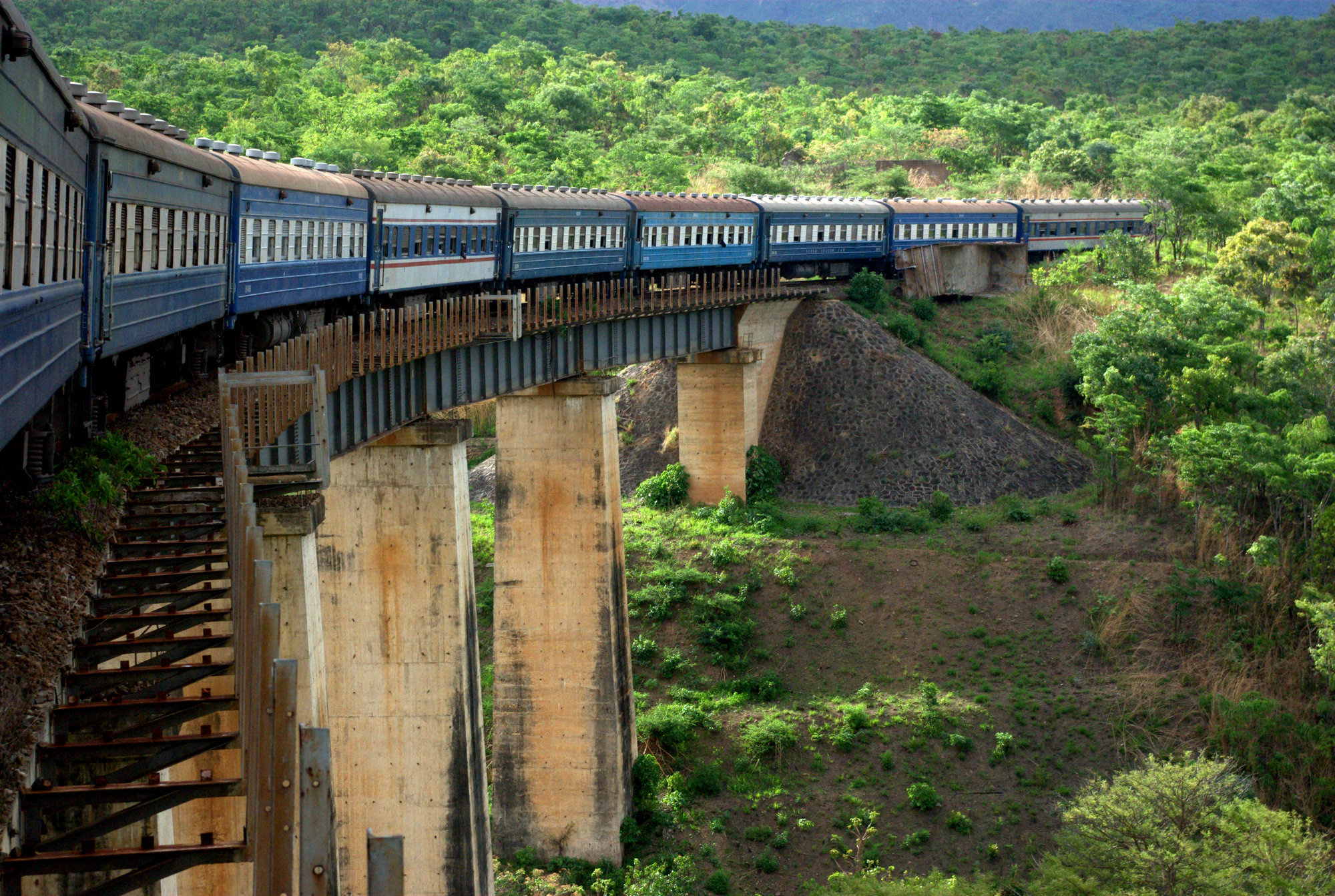
坦赞铁路的桥梁之一

第一次世界大战之后，坦噶尼喀（时为德属东非，后来成为坦桑尼亚）被移交给英国作为国际联盟托管地。一条从北罗得西亚（后为赞比亚）到坦噶尼喀的铁路被设想出来。但因1930年代全球经济衰退，该计划被搁置。
第二次世界大战之后，人们重新燃起了兴建铁路的兴趣。1949年4月《国际铁路公报》上的一张地图标示了从达累斯萨拉姆到卡皮里姆波希的铁路，该铁路的线路和后来中国方面援建的铁路线路相差不远。
1952年亚历山大·吉布爵士及其合作者的一份报告认为，由于农业发展水平低下，以及事实上现有的通过莫桑比克和安哥拉的铁路已经可以满足铜的出口需求，所以北罗得西亚－坦桑尼亚铁路将不会有利可图。1964年世界银行的一份报告也认为该线路并不经济，建议建一条公路取而代之。
1964年10月24日北罗得西亚独立，改称赞比亚共和国。
坦桑尼亚商业部长阿卜杜拉赫曼·穆罕默德·巴布是获得中国援助该项目的关键人物。根据他的回忆，尼雷尔希望拉近桑给巴尔同中国的关系，并且为整个国家带来利益。巴布被任命为首席贸易代表，率领代表团于1964年抵达中国。他此行的成果是一份总金额2500万英镑的5年期贸易协议（此外还有一份1100万英镑的援助协议）。通过该协议，坦桑尼亚人将从中国购买任何他们负担得起的货物，而中国人将每年从坦桑尼亚购买500万英镑的货物。中方将为从坦桑尼亚采购的不足额部分支付现金。根据他个人同中国人打交道的经验以及他对中国发展模式的好感，巴布抓住了这一契机。1965年2月10日，坦桑尼亚商业部长阿卜杜拉赫曼·穆罕默德·巴布同中国驻坦大使何英会谈，巴布介绍尼雷尔访华目的：“总统非常希望修建坦赞铁路，可能会提出要求中国帮助修建。”“如果提出援建坦赞铁路时，希望中国领导人不要立即做出否定的答复，可一般性地表示有兴趣，研究一下”，还提及坦桑尼亚政府在确保坦赞铁路的兴建资金方面的困难，稱本國曾請求世界銀行及蘇聯協助修建鐵路未果，因而請求中國援助鐵路修建。何英写出详细报告上呈中央，认为“如有可能，中国应该承担这项工程”。1965年2月18日，坦桑尼亚总统尼雷尔访问北京时，在与国家主席刘少奇、总理周恩来、外长陈毅的集体会谈中，正式向中国政府提出援助新建坦赞铁路，陈毅表示赞成，刘少奇表示需要勘察设计评估工程造价后决定。1965年6月初，周恩来首次访问坦桑尼亚，尼雷尔迫于西方国家的压力和攻击，对接受中国援建坦赞铁路产生犹豫，对周恩来表示如有可能坦赞铁路还是由西方国家援建。周恩来表示：西方国家果真能修，中国乐见其成；西方不修，中国一定修；如果他们中途停修，中国接着修；并保证：中国将于今年八九月间派综合考察组来，对铁路干线及其沿线情况进行勘测。访问期间，周恩来考察了坦桑尼亚原有的中央铁路，提出“坦赞铁路的修筑标准要略高于原有铁路”的指导思想。回国后，周恩来指示铁道部要尽快派人赴坦进行勘测。1965年8月22日，由铁二院派出12名专家组成的中国铁路考察组（组长黄悦平/刘继福，1965年8月—1968年10月）抵达坦桑尼亚，1965年12月底就完成了勘测任务，并将报告递交尼雷尔总统。坦赞铁路约需耗资人民币7.14亿元，所需设备材料运输量约为83万吨。1966年10月中国铁路考察组提交了线路踏勘报告。
卡翁达对共产主义持怀疑态度，但1965年11月11日南罗得西亚的白人少数管治政府便对英国发布《单方面独立宣言》并单方面宣布独立，威胁了赞比亚的贸易渠道。位于赞比亚南面的罗得西亚当时处于伊恩·史密斯白人少数政府統治下，而其东边的莫桑比克和西边的安哥拉仍屬葡萄牙殖民统治下。卡翁达不得不转向建设坦赞铁路。卡翁达倾向寻求西方的支持，结果加拿大－英国的航测于1966年7月给出了一份有利的报告，但西方的资助并没有随之到来。1966年8月20日，赞比亚副总统卡曼加访问北京与周恩来会谈中，周恩来表示已经完成勘察坦桑尼亚境内从中央铁路支线终点基达杜到屯图马的勘察结果，长708km，投资2600万英镑；并表示坦、赞两国政府都可以把这条铁路本国路段先向西方国家寻求建设援助，可以把中国可能的援助作为与西方国家谈判的一张牌来争取更快的工期，如果它们不帮助再由中国援助；中国政府愿意提供无息贷款，不附加任何条件，中方人员完全遵守所在国法律，铁路产权完全属于两国政府所有。
在1967年6月下旬，赞比亚总统卡翁达访问中华人民共和国，与周恩来会谈时表示这条铁路选择谁修建必须先得到东非共同事务组织的同意。此次访华后，卡翁达不再反对中国介入该铁路的兴建。1967年6月23日下午，周恩來與赞比亞總統卡翁達舉行了會談，李先念和陳毅參與此次會議。這次會談雙方初步交換了意見。1967年9月初，在中、坦、赞三国谈判开始前，坦、赞代表就向中方提交了英、加两国撰写的勘测设计报告，并要求中方据此进行施工。中方判断这份报告只是考察报告，而不是设计报告，强调坦赞铁路由中国援建，其考察、勘测、设计、施工都应由中国负责。三方会议达成了《关于修建坦桑尼亚-赞比亚铁路的协定》。9月5日，周恩来会见了由坦桑尼亚财政部长贾马勒和赞比亚国务部长索科率领的坦赞联合经济代表团，三国在北京签署了《中华人民共和国政府和坦桑尼亚联合共和国政府、赞比亚共和国政府关于修建坦桑尼亚－赞比亚铁路的协定》。协定规定：中国提供30年无息的、不附带任何条件的贷款9.88亿元人民币，并派专家对这条铁路进行修建、管理、维修，培训技术人员。
工程项目由铁道部援外办公室（1968年组建，主任李轩）牵头组织，铁三院派出技术人员。1968年4月1日，坦赞铁路勘测设计队第一分队百余人搭载耀华号远洋客轮，从广州出发。涵盖线路、桥涵、隧道、地质、房建、站场、给排水、机车、车辆、通信、信号等专业，还有2名英语翻译和5名斯瓦西里语翻译。负责的工程勘察于1968年5月15日在坦桑尼亚境内开始。第一批赞比亚勘测设计队于1968年10月中旬抵达赞比亚，第二批于1968年11月中旬抵达赞比亚。

1969年7月，驻赞比亚勘测队完成了初测工作；1970年2月提前完成了定测。1970年3月28日驻坦桑尼亚勘测队提前完成了任务。1970年6月向三国政府提交《坦赞铁路勘测设计报告》。
1969年1月，周恩来总理审阅铁道部《关于援建坦赞铁路若干问题的报告》时提出“施工机械增加，施工人员必须大大减少”的指导思想，特别强调施工机械要“力争本国生产，转口机械尽量减少”。
1970年2月，铁道部指示在凉山州甘洛县的中铁二局派人到坦赞考察，并在国内组织援建施工队伍。要求援建人员在政治上绝对可靠，家庭背景和本人表现良好。

1970年7月12日第四次三方会谈达成一致，中、坦、赞三国政府代表在北京人民大会堂签署了《关于修建坦桑尼亚——赞比亚铁路贷款金额和偿还办法的议定书》、《关于坦赞铁路勘测设计报告的议定书》和《关于坦赞铁路施工问题的会谈纪要》。三国政府商定坦赞铁路于当年10月正式开工。坦赞铁路开工典礼分别于1970年10月26日和28日在坦赞两国隆重举行。坦桑尼亚尼雷尔总统和赞比亚卡翁达总统分别主持开工典礼，中国对外经济联络部部长方毅率中国代表团参加开工仪式。周恩来总理对坦、赞两国政府代表团做出过承诺，坦赞铁路的工期是“计划6年，希望能够缩短。”为了铁路大型施工机械维修的需要，在铁路建设初期，提前布局修建了与铁路运营配套的达市机车车辆修理工厂。
1860km的线路分为五大段，采取不同的施工措施以提高效率：
- 第一年施工，工作组提出的1971年“达姆段到通好，姆马段要上好，赞境要准备好”的工作部署，按计划铁三局的施工队伍修通了从达市到姆林巴的“达姆段”长502km，当时称“坦赞铁路第一战役”。1971年11月27日完成全段铺轨。
- 第二年，修建成昆铁路的铁二局的施工队伍按计划用时一年半，攻克了姆林巴—马坎巴科线路段。“姆马段”全长157公里，穿过东非大裂谷，沼泽地遍布，是整条线路中土石方、隧道、桥梁和涵洞最为集中的路段，每公里路基的造价是其他段的4倍以上。这个路段仅占坦赞铁路总长的8.4%，但有隧道18座，约占全线隧道总长的90%，有大、中桥梁47座，约占全线大、中桥梁数的25%，有360个涵洞，占全线涵洞数的16%以上。从东往西傍山跨沟从海拔330米攀升到1670米，高度落差达1340米。是工程量最集中的全线控制性难点工程。1972年4月至9月，中国铁路文工团下属杂技团赴筑路一线慰问坦赞铁路员工。1972年10月31日铺到了马坎巴科。
- 第三年，修建从马坎巴科到边境站通杜马（马通段）。有3个隧道，全长819米。全段主体工程仅用8个月打通。1973年8月7日铺轨到姆贝亚。1973年8月27日，坦赞铁路在坦桑尼亚境内976km正线全线通车，铺轨进入赞比亚，坦桑尼亚总统尼雷尔和赞比亚总统卡翁达为跨国境的通杜马隧道两侧的两块镶嵌铜字的大理石横匾揭幕，观看了在通杜马隧道赞比亚一侧纳孔德铺设第一条钢轨的情景。坦桑尼亚交通和工程部长卢辛德和赞比亚动力、运输和工程部长穆利基塔拧紧这条铁轨上的螺丝。中国驻坦大使李耀文和驻赞大使李强奋与会。完成任务的工程队回国休假探亲3个月，然后转入赞比亚境内施工。
- 第四年，修建国境站通杜马至谦比西（通谦段）。通谦段的重点工程是横跨谦比西河的大桥，全长267米，河床淤积有十几米厚的沙层，1972年6月，六机队就安排了一个分队在这里施工。1973年11月4日完成。
- 第五年，修建谦比西直奔终点卡比里姆博希（谦卡段）。中国援建坦赞铁路工作组在姆皮卡设分组，靠前指挥。1974年8月2日铺轨到姆皮卡。1975年6月7日，铺轨到新卡比里姆博希，全线铺通。

1976年7月14日上午，坦赞铁路交接仪式在赞比亚中央省的新卡皮里姆波希车站隆重举行。赞比亚总统卡翁达、坦桑尼亚总统尼雷尔、扎伊尔总统蒙博托、博茨瓦纳总统卡马、赞比亚联合民族独立党总书记祖卢和总理穆登达，中国国务院副总理孙健，参加修建铁路的赞比亚、坦桑尼亚和中国三国的工人与工程技术人员、坦赞铁路局官员和赞比亚各阶层人民，以及各国驻赞比亚外交使节和非洲反种族主义与反殖民主义自由战士共计一万多人参加仪式。1976年7月23日正式运行。随后，中国援建坦赞铁路工作组撤销，组长布克调任铁道部办公厅主任；改为坦赞铁路专家组继续向坦赞铁路提供技术支援至今。
工程中中国先後派遣工程人員5.6萬人次，高峰時期中國在場工程人员1.5万人。其中中铁二局派出了1万多人次。一般援外两年期望回国探亲3个月或回原单位结束援外任务。按照中国政府规定，中方人员出国前发400元服装费，出国后国内工资照发，在国外不分级别每人每月伙食费50元人民币，另发给个人的零用费40元人民币（合12.6赞比亚克瓦查或116个坦桑尼亚先令）。各单位自己养猪养鸡，开荒种菜，实现了在每人50元人民币伙食费不超标的前提下，员工的生活大大得到改善，每天大米白面不定量，三餐都有荤菜油水厚。往来国内使用耀华号、建华号、跃华号、光华号、明华号远洋客轮运输中方人员。投入物资机械83万吨，提供無息貸款9.88億元人民幣。时任中国驻坦桑尼亚大使馆政务参赞、临时代办的周伯萍在《非常时期的外交生涯》一书中写：“工程费用总计10亿9437万元，全部由我国提供，其中原预算9亿8837万元为（30年）长期无息货款，因物价上涨而超支的1亿零600万元为无偿赠送。”中、坦、赞三国政府签订的关于修建坦赞铁路贷款提供方式的议定书，坦、赞两国通过订购和销售中国的一般商品的方式，为中国政府提供用以支付坦赞铁路项目所需的当地费用，这由两大部分组成：一是当地建筑材料的购置费，运杂费和工人工资；二是中国技术人员在坦、赞工作期间的生活费（包括伙食费和零用费）、住宿费、医疗费、办公费和交通费。援外职工的通信地址为“北京631信箱转中国驻坦桑尼亚大使馆铁路组”，每4周由外交信使押运往返一趟。
达累斯萨拉姆西南坐落着中国援坦专家公墓，坦赞铁路从其附近通过。立有“中国援坦专家光荣牺牲同志之墓”纪念碑。公墓内安葬着69位援助坦桑尼亚国家建设而殉职的中国专家、技术人员和工人，其中47位在修建坦赞铁路时牺牲，此外还埋葬有中国援坦的穆巴拉里农场、姆索尔瓦农场、基围那煤矿、多多马营区等项目专家。中方在修建坦赞铁路时共有66人在援建铁路一线死亡；坦桑尼亚工人157人因为各种原因而殉职。赞比亚的姆皮卡也有一处中国专家公墓，埋葬有援助坦赞铁路的17人。此外还有一人在中国赴坦远洋客轮上病逝海葬：1973年4月，铁一局二处的李新民乘坐“建华”轮离开广州前往达累斯萨拉姆途中因心脏病突发去世，经电报商请国内有关部门同意，全船人员为他实施海葬。援助坦赞铁路人员的死因：30%死在工地，40%死于交通事故，30%感染恶性疟疾等疾病病逝。因为当时中国国内没有高速公路，普通公路普遍等级低、弯多坡度大、没有铺面、雨毁坑洼，司机驾驶谨慎。而与坦赞铁路相伴平行的美国援建的大北公路是平坦笔直的沥青路面，通过的非洲稀树草原沿途也没有什么参照物，中国驾驶员长时间高速行驶容易产生视觉疲劳；而且坦赞两国又是左侧通行，下意识反应向右打舵造成事故。1970年在坦桑尼亚的伊丁贾附近，中方的一辆车走山路翻下了山崖，车上7个人中4人死亡、3人受伤；一名当地人开车经过事发地点，黑人司机爬到山崖下，把中方伤者都救了上来，开车送到医院，黑人司机没有留下联系方式就走了。中国援建坦赞铁路牺牲第一位处级干部是铁二局的处长李景普任坦赞铁路隧道工程队队长，1971年4月15日去达累斯萨拉姆接乘船抵达的工人，与四个新司机乘坐一辆北京吉普车，在过了伊林加不远，司机正在超一辆长货车时，与迎面驶来的一辆大卡车正面相撞，吉普车冲进大卡车底盘，李景普坐在前排，身体被卡车引擎挤压在座椅上，车上五人全部身亡。水利专家张敏才是第一位牺牲的中国援坦专家：1967年10月张敏才在坦桑尼亚东部鲁伏河下游河谷的灌木丛中勘探时，遭到了铺天盖地的野蜂叮咬，全身中毒，被当地居民抬回住地时，已经周身浮肿、神志不清。为了挽救张敏才的生命，坦中两国医生持续抢救四天四夜，坦桑尼亚政府卫生部和医院提供了一切必要的医疗设备和药物，周恩来总理获悉后从北京派遣医疗专家乘飞机赴达累斯萨拉姆参与抢救，张敏才终因病情过重逝世，年仅35岁。

## 技術資料

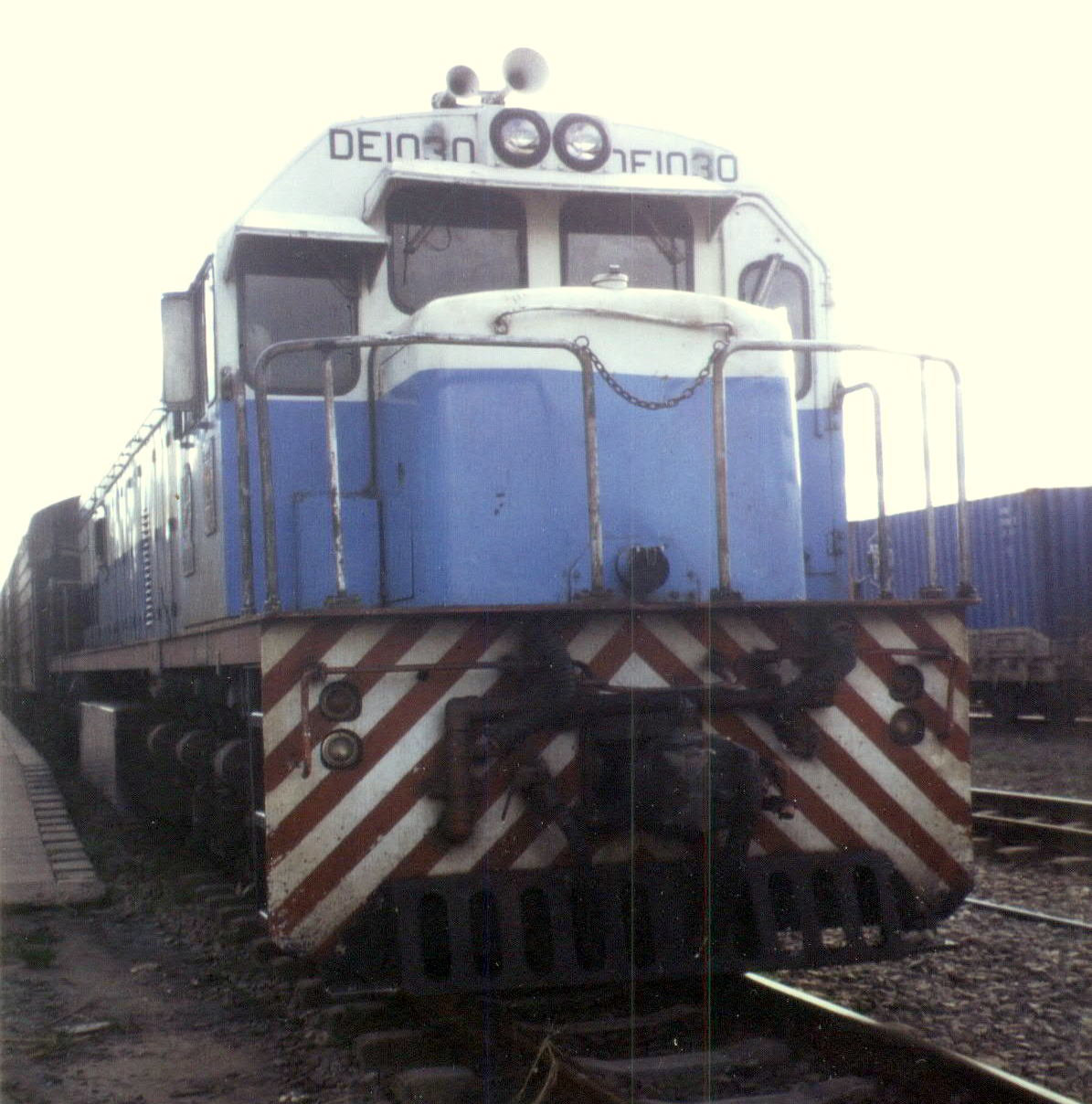
1999年坦赞铁路姆林巴（Mlimba）站的通用电气U26C型机车

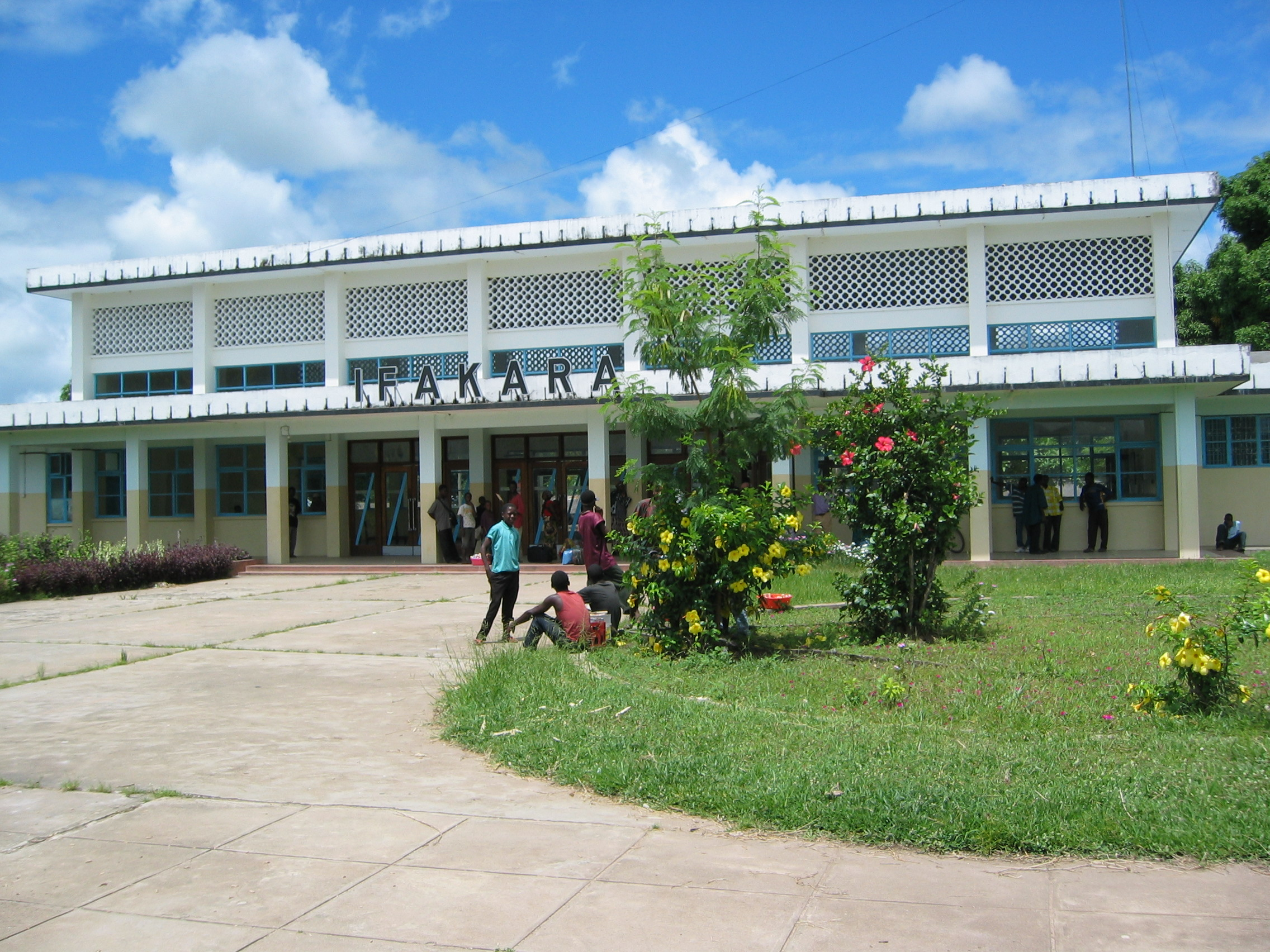
坦赞铁路伊法卡拉（Ifakara）站

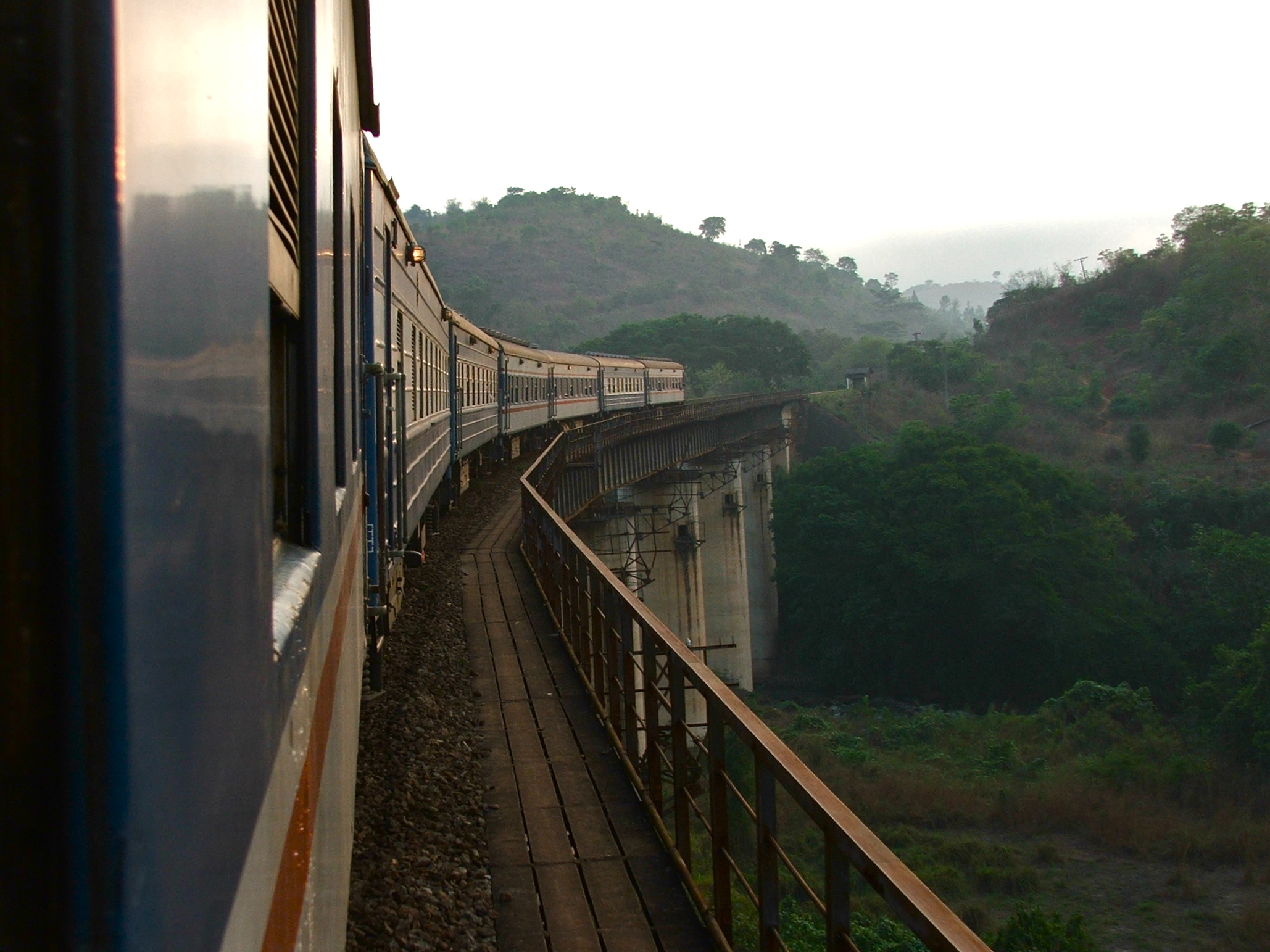
坦赞铁路列车正在驶过位于伊林加（Iringa）地区的众多桥梁之一

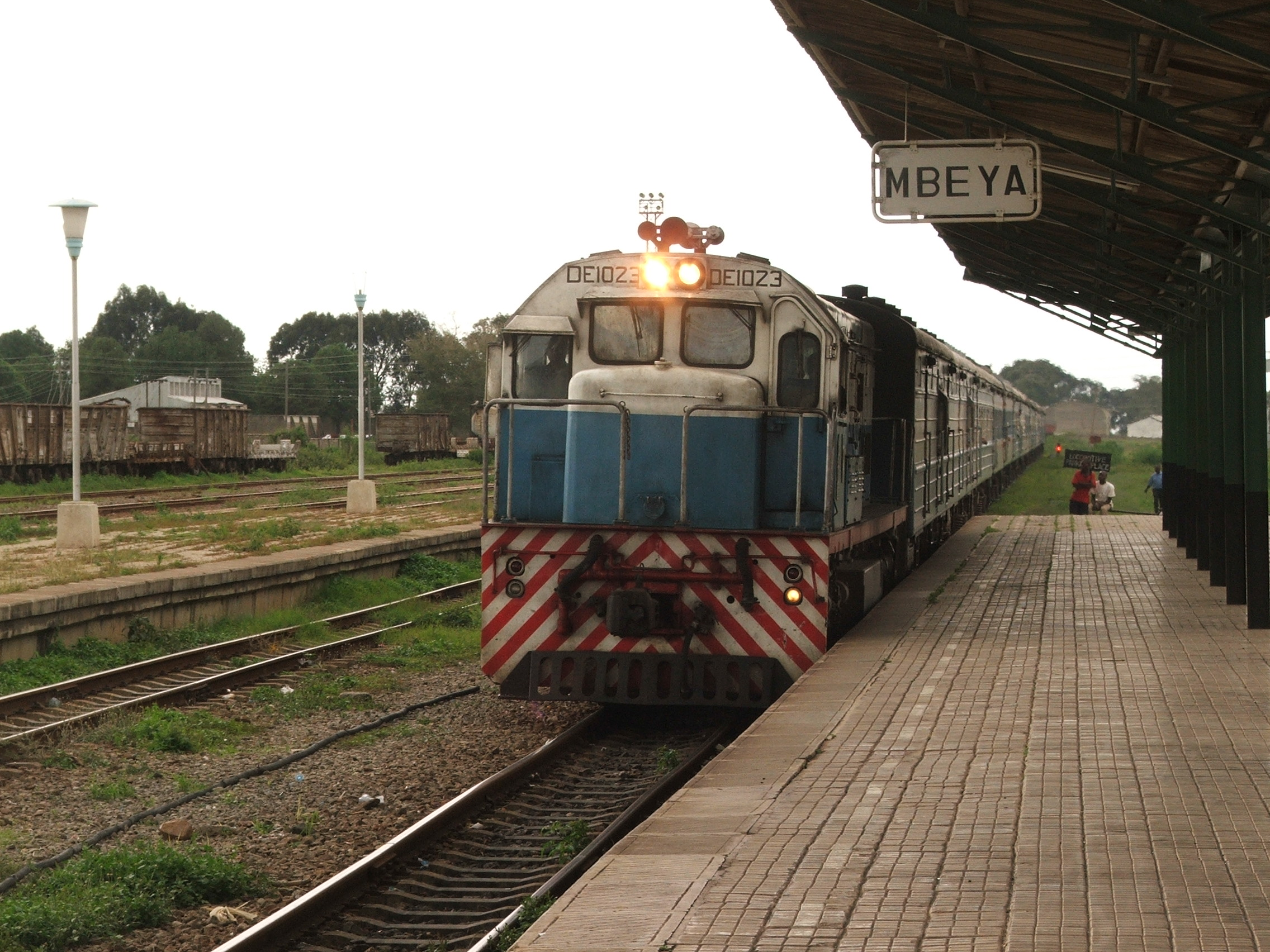
列车进姆贝亚（Mbeya）站

由當時坦桑尼亞首都達累斯薩拉姆出發，以西南方向穿越坦桑尼亞，最後到達贊比亞首都盧薩卡以北的新卡皮里姆波希。全長1,860公里，軌距為1,067毫米，可直接連接津巴布韋及南非的鐵路。在達累斯薩拉姆港可轉軌進入連接坦桑尼亞、肯尼亞和烏干達的系統（軌距為1,000毫米）。另外，在Kidatu正興建轉運站。
全線有橋樑320座，總延長米為16520米；隧道22座，總延長米8898米；明洞4座；涵洞2239座；興建車站93個；建設房屋總面積37.6萬平方米。土石方量达到8887万立方米。
1968年4月，坦、赞两国政府代表提出，坦赞铁路的轨道钢轨最好能采用90磅/码（约44.6公斤/米，俗称45公斤）的重型钢轨。1969年初，武钢承担了坦赞铁路钢轨的试制和生产任务。从1969年到1975年，武钢生产了45公斤/米重轨22.23万吨用于坦赞铁路。
由于坦、赞两国对列车制动系统争执不下，最终中国研制出空气制动与真空制动兼容的列车制动系统解决了争议。
1976年移交时，配备了液力传动机车102台，客车100辆，货车2100辆，机车车辆修理厂2座，主要设备6000余台，各种生产办公家具9000件。
该铁路经过的城镇有：
- 卡皮里姆波希 （1,258 m 或 4,127 ft），连接赞比亚铁路
- 塞伦杰（1,424 m 或 4,672 ft）
- 姆皮卡（1,499 m 或 4,918 ft）设有姆皮卡机车车辆厂
- 卡萨马 Kasama（1,240 m 或 4,070 ft）
- 恩塞卢卡 Nseluka（1,355 m 或 4,446 ft）- 设想中通往姆普隆古港（Port Mpulungu）的支线的转运站
- 通杜马 Tunduma（1,301 m 或 4,268 ft）
- 姆贝亚 （1,661 m 或 5,449 ft）设机务段、电务段
- 姆林巴 Mlimba（303 m 或 994 ft）
- 伊法卡拉 Ifakara（192 m 或 630 ft）
- 基达图 Kidatu（294 m 或 965 ft）- 与坦桑尼亚铁路支线的小过轨站（minor break of gauge）
- 达累斯萨拉姆 - 海港。设达市机车车辆厂

杨博编组站

## 影响
坦赞铁路减小了赞比亚经济受罗得西亚及南非的影响。坦贊鐵路鐵路建成后，成為贊比亞出口銅的運輸路線，沿線也建立起不少市鎮。坦赞铁路也是该地区的主要经济管道。但是，21世纪初开始，它受到了公路运输（如横贯卡普里维公路）以及到纳米比亚的沃尔维斯湾走廊（Walvis Bay Corridor）的竞争。赞比亚同南非的经济联系在南非结束种族隔离后变得更加紧密，也使该铁路的重要性下降。
当时中华人民共和国援建坦赞铁路，在发展中国家和非洲引起很大反响。1971年，联合国对《聯合國大會2758號決議》进行投票表决，坦桑尼亚的代表甚至穿着中山装参加投票。除部分国家外，非洲绝大多数国家都投了赞成票，中華人民共和國政府在聯合國取代中華民國政府。

## 私營化計劃
1976年投入运营后，设坦赞铁路局（Tanzania Zambia Railway Authority，TAZARA），下设坦桑尼亚分局与赞比亚分局。
坦赞铁路运营后，中国政府继续提供技术援助，派出专家组进行技术合作。至2015年已经是第15期技术合作。中国累计提供了10亿多元人民币无息贷款（主要用于部分设备的维修和更新以及零配件和材料的提供），派出2824名专家。其中第一期技术合作派出了1000余名专家。

2000年以後，坦贊鐵路載貨量由1990年的120萬噸大幅下降至2003年的63萬噸，維修機車需要2500萬美元/年。2008年10月，坦桑尼亞當地報紙形容鐵路的現狀為“在破產的邊緣”，並稱由於財政危機，坦贊鐵路已經拖欠工人工資長達3個月之久，且大部分的機車頭都已經不能再使用。
因此，坦贊兩國政府在2005年同意把鐵路私有化。在2006年4月20日的會談中，雖然未決定私營形式，但由於中华人民共和国政府當年的參與，兩國會優先考慮中方的利益。到2011年依然積欠債務的狀態下，中方“基于目前坦赞铁路在经营中存在很多困难”以及“中非间的传统友谊”免除援建坦赞铁路50%的债务。中华人民共和国商务部副部长钟山于当年1月19日晚在赞比亚首都卢萨卡代表中华人民共和国政府与赞比亚、坦桑尼亚政府代表签署此次免除债务的议定书。
“铁道部援外办公室”沿革而来的隶属于中国铁建集团的中国土木工程集团有限公司设有“坦赞铁路振兴项目办公室”，承担着中华人民共和国政府现今对坦赞铁路的政府间援助项目。

## 运营
2019年7月，“非洲之傲”号豪华旅游列车从达累斯萨拉姆出发，在行驶了4300公里后，于30日10:20（当地时间）抵达洛比托；此次列车的通行标志着本线和本格拉鐵路的贯通，沿途4国铁路的互联互通和大西洋——印度洋通道的形成。

## 备注
1. ↑  中国援建项目勘测设计队部分名单、相关贡献和部分情况：
  - 中国驻坦桑尼亚勘测设计队，共350人技术队伍:
    - 队长：李文毅
    - 政委：靳辉（1917—2005，时任全国铁路团委书记）
    - 副队长：陆大同、杨庆玉
    - 总工程师：吴贤俊
    - 第一分队：进驻基达杜（英语：Kidatu）、伊法卡拉
    - 第二分队：1968年5月到10月，完成了姆林巴——马坎巴科线路段（姆马段）总长157公里的线路的初测，做了85.4公里的比较线路。国内指示，为了在这个极为复杂的地带勘测出一条最佳的线路，决定不惜人力、物力，重新进行大面积勘测选线。从1969年12月开始，在姆马段宽60公里的9000平方公里的范围对2000多公里长的8个线路方踏勘，其中5个方案进行了初测，从中选出了6个方案，最终选择了最佳的AH线。
    - 第三分队：为解决地震安全隐患而修改限制坡度，改变原设计线路，马坎巴科——恩塔科路段（马恩段）重新勘测。新的线路不仅减少了工程量，节约了费用，而且更加靠近城镇居民点，有助于发展地方经济。

  - 中国驻赞比亚勘测设计队：驻姆库希。共335人。
    - 队长兼政委：李金榜
    - 副队长：王建邦、李光辉
    - 总工程师：高庆元、余伯熙
    - 第一分队：在姆库希县
    - 第二分队：
    - 第三分队：
2. ↑  援建人员领导机构、相关人员和分工：
  - 中国援建坦赞铁路工作组。工作组党委在中国驻坦桑尼亚大使馆、中国驻赞比亚大使馆领导下开展工作。工作组成员七十人左右：
    - 组长兼党委书记布克（1915年-2007年1月29日）：此前历任铁道部设计总局副局长，铁道部基建总局副局长，铁道部科学研究院党委书记兼第一副院长。
    - 副组长赵文普、耿振林、张德顺、王惠民（铁二局副局长）、靳辉、李金榜、李参、刘岭、张錫九
    - 总工程师 王学杰
    - 副总工程师  陆大同、顾常仁、徐宽福、姚佐周、李文毅
    - 铁路专家组 组长:  赵文普、蕫里
    - 善后工作组 组长:靳辉、范成墉、齐春瑞
    - 办事组：负责行政、翻译、外事等。
    - 生产组：负责施工组织、计划、调度、统计、技术、机械、安全、质量、征地拆迁等。组长顾常仁（来自铁道部援外办公室）
    - 政工组：负责思想政治工作外，以及干部管理、劳动人事管理。
    - 后勤组：负责财务、物质保障。
    - 隧道工程队：队长李景普（1927年生，铁二局处级干部，1970年援坦，1971年4月15日在伊林加车祸遇难）：负责“姆马段”依郎基一号隧道、依郎基二号隧道施工。
    - 第一桥梁建筑队（一桥队）：铁三局组建。驻达姆段。
    - 第二桥梁建筑队（二桥队）：铁二局组建。驻“姆马段”
    - 第一机械筑路队（一机队）：政委孔庆顺。铁三局组建。驻达姆段。后驻“马通段”。
    - 第二机械筑路队（二机队）：政委张德顺，副队长宋贵生。铁三局组建。驻达姆段。后驻“马通段”。
    - 第三机械筑路队(三机队）：铁二局组建。驻“姆马段”、后驻赞比亚姆库希，承担“谦卡段”。塞伦杰到卡皮里姆波希287.6km的线路工程。辖3个分队，每个分队一百多人。1973年11月起生产组负责人孙永福。1975年6月7日完成卡皮里姆波希最后铺轨接轨任务，竖立英文公里标“TAN-ZAM RY. TERMINAL 1860+543.69km”。[16]
    - 第四机械筑路队(四机队）：铁二局组建。队长陈英，总工程师周振强。驻“姆马段”。后驻“谦卡段”的姆皮卡，负责谦比西至塞伦杰259公里。
    - 第五机械筑路队(五机队）：铁二局组建。驻“姆马段”
    - 第六机械筑路队(六机队）：铁四局组建。驻“通谦段”前168公里。
    - 第七机械筑路队(七机队）：由一桥队改编。驻“马通段”
    - 第八机械筑路队(八机队）：由隧道队改编。驻“通谦段”后170公里
    - 电务队
    - 铺轨队
    - 成品厂：生产混泥土轨枕和水泥电线杆。驻曼古拉。厂长刘乃哲，政委张鸿玉，总工程师肖庆钧，员工1200多人来自丰台桥梁厂和株洲桥梁厂。
    - 机修厂：驻曼古拉。
    - 木材厂：驻曼古拉。
    - 医院：驻曼古拉。
    - 达市接待站：位于达市库拉西尼
    - 达市库拉西尼的材料厂：紧靠海湾，占地面积很大，是建设坦赞铁路的货物集散地。
    - 医院：位于达市库拉西尼
    - 汽车队：位于达市库拉西尼。队长刘志英
    - 坦赞铁路广州援外材料厂：驻广州市。厂长刘志英。坦赞铁路所需物资在国内采购后运抵广州援外材料厂，整理后装船海运达市。
3. ↑  中华人民共和国政府派驻专家的部分名单及相关时间：
  - 技术合作第一期 组长：吴冶山、蔺子安  副组长：顾常仁、王文成
  - 技术合作第二期 组长：顾常仁  李金榜  副组长：徐世福、张恩林
  - 技术合作第三期 组长：李金榜  赵康  副组长：刘永康、王宏楷
  - 技术合作第四期 组长：赵康  靳辉  副组长：王宏楷。1984年-1986年。
  - 技术合作第五期 组长：张志英   酆长春 副组长：周明远。1987年-1989年。
  - 技术合作第六期 组长：酆长春  副组长：李成亭。1990年-1992年。
  - 技术合作第七期 组长：刘兆民。1993年开始.
  - 技术合作第八期 组长：杨德瑞
  - 技术合作第九期 组长：曾宗标
  - 技术合作第十至十二期 组长：杜坚
  - 技术合作第十三至十六期 组长：苗忠